# La Croix (Santa Lucía)
La Croix es una localidad de Santa Lucía que forma parte del distrito de Micoud.